# Tim Bowker
Pour les articles homonymes, voir Bowker.
Pas d'image ? Cliquez ici

a Compétitions nationales et continentales officielles uniquement.

Dernière mise à jour le 12 novembre 2021.
Timothy Bowker, né le 11 septembre 1976 à Kadoma (Rhodésie), est un joueur de rugby à XV australien qui évolue au poste de centre (1,92 m pour 96 kg).

## Carrière
Joueur :
- 1999-2004 : CA Brive
- 2004-2005 : UA Gaillac
- 2005-2011 : SC Albi

Entraîneur :
- 2019- : Sporting Club decazevillois

## Palmarès
- Vainqueur des phases finales du championnat de France Pro D2 : 2006 et 2009